# دساساوات
الدساساوات أو أصلات العالم القديم (الاسم العلمي: Erycinae)، فُصيلة ثعابين غير سامة من فصيلة الأصلات. توجد أنواع في أوروبا وآسيا الصغرىوأفريقيا والجزيرة العربية وجنوب غرب آسيا والهند وسريلانكا وغرب أمريكا الشمالية. الأنواع المعترف بها حاليًا هي ثلاثة أجناس تضم 15 نوعًا صحيح.